# Arena della Regina
L'Arena della Regina è un'arena all'aperto presso la città Cattolica con circa 5000 posti in piedi. Non lontano sorge anche il Teatro della Regina.
Specialmente nel periodo estivo, ospita concerti e spettacoli di vario tipo. I cantanti e musicisti che salirono sul palco dell'arena sono: Mario Biondi, Negramaro, Jovanotti, Duran Duran, Backstreet Boys, LP, Mika, Fiorella Mannoia, Gigi d'Alessio, Fabrizio Moro, James Taylor, Subsonica, Mannarino, The Cranberries, Bastille, Emma, Álvaro Soler, Lenny Kravitz, Massimo Ranieri, Albano e Romina Power, Negrita, Benji e Fede, J-Ax, Cesare Cremonini, Samuele Bersani, Jethro Tull, Skunk Anansie, Sting, Spandau Ballet, Anastacia, Gianna Nannini, Max Pezzali, Renzo Arbore con l'Orchestra Italiana, Alan Parsons, Stadio, Mango, Mark Knopfler
I comici che salirono su questo palco negli anni sono: Rosario Fiorello, Enrico Brignano, Angelo Pintus, Giuseppe Giacobazzi, Maurizio Battista, Alessandro Siani, Gabriele Cirilli, Andrea Pucci.